# Quellen-Lehnig
Koordinaten: 51° 11′ 47,55″ N, 10° 1′ 4,14″ O

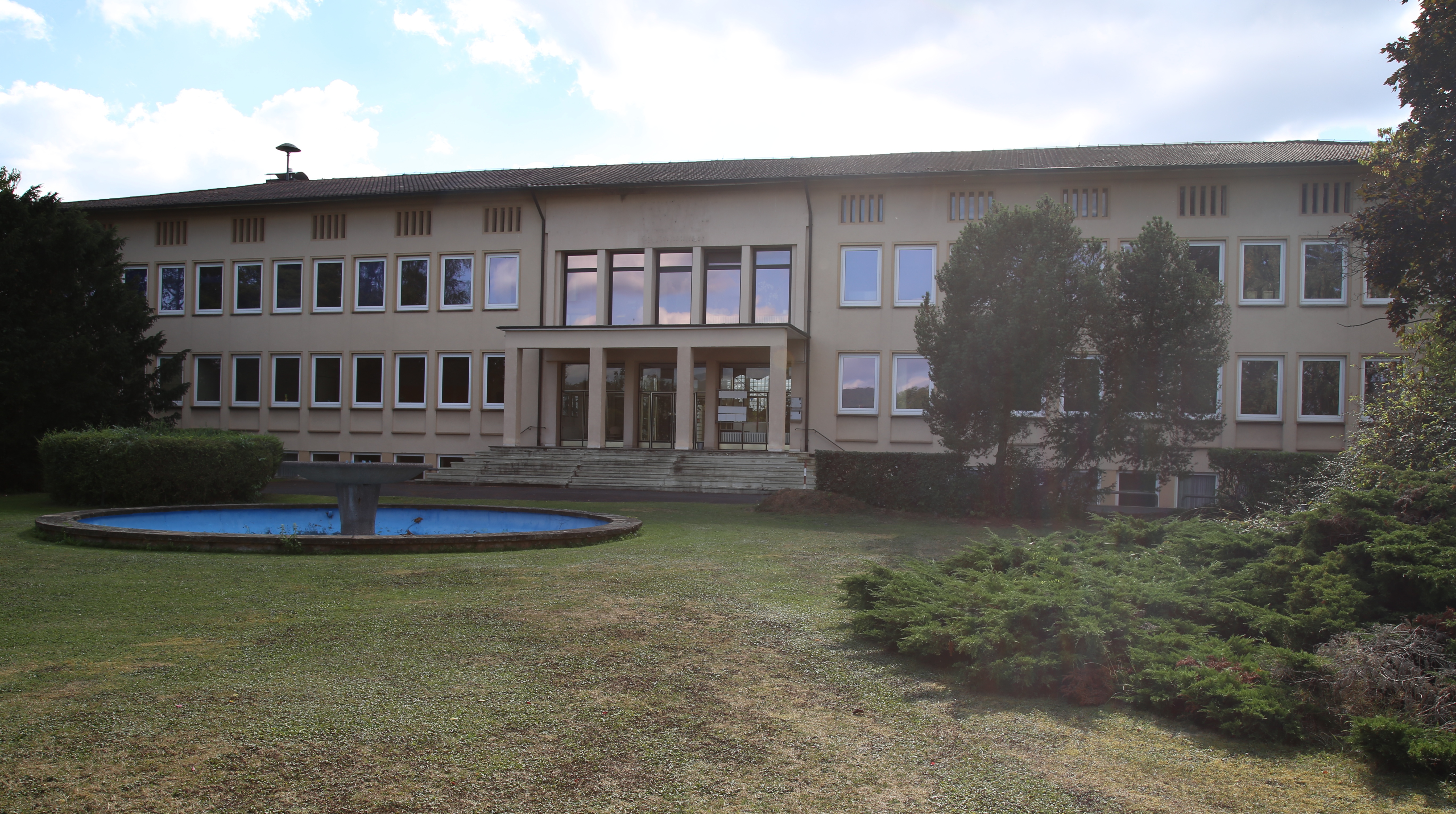
Ehemaliger Hauptsitz der Quellen-Lehnig AG in Eschwege (Stadtteil Niederhone, Straße Sonnenhügel)

Tempo Rapid mit Lehnig-Schriftzug. Beispielhafte Nachbildung eines der 2700 roten, durchnummerierten Lieferfahrzeuge.

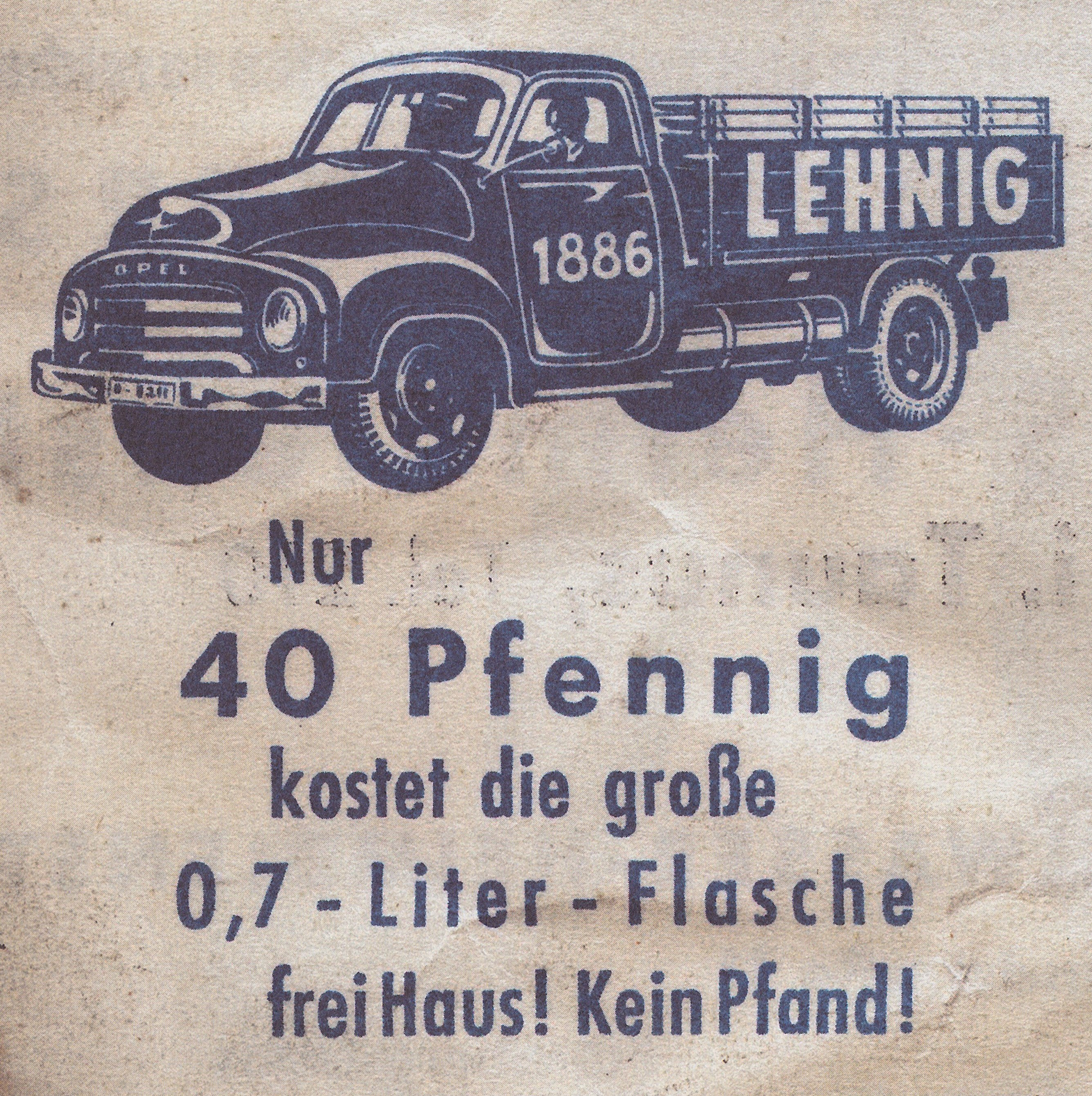
Werbeanzeige der Quellen-Lehnig AG.

Die Quellen-Lehnig AG war ein Mineralbrunnen-Betrieb mit Sitz in der nordhessischen Stadt Eschwege. In der Nachkriegszeit während des Wirtschaftswunders hatte das Unternehmen mit seinem Verkaufskonzept, Privatkunden Mineralwasser – und später unter anderem auch Limonade und Bier – pfandfrei nach Hause zu liefern, großen Erfolg und erlangte bundesweite Bekanntheit.

## Geschichte

### Vorgeschichte
Wolfgang Lehnig (1908–1988) studierte an der Handelshochschule Berlin und übte nach seinem Abschluss unterschiedliche Berufe aus. So betätigte er sich unter anderem als Restaurant-Empfangschef, Betreiber einer Leihbücherei und Lotterie-Einnehmer; darüber hinaus handelte er mit Strickwolle, stellte kunstgewerbliche Artikel her und war Fabrikant für Keramikplatten. Nach dem Zweiten Weltkrieg fertigte er aus Bändern von Atemschutzmasken Strumpfhalter. Die Währungsreform 1948 ruinierte jedoch sein Geschäft.

### Anfänge
Lehnig besaß nach der Pleite noch zwei Lastwagen, die er als Grundlage für die Verwirklichung seiner neuen Geschäftsidee nutzte. Zunächst verschaffte er sich die Vertretung von 16 westdeutschen Heilwasserquellen und lieferte deren Wasser im Umkreis von 150 Kilometern um Göttingen zum handelsüblichen Preis aus. Das Geschäft lief allerdings schleppend. Zeitweise lagerten sogar bis zu 20.000 Kisten bei den Kunden, weil ihm die finanziellen Mittel für die Löhne der Mitarbeiter fehlten, die das Leergut wieder abholen sollten. Gleichzeitig konnte er auf diese Flaschen aber auch nicht verzichten, da sie wichtiges Kapital darstellten. Er führte daraufhin eine ausgiebige Befragung seiner Händler und Verkaufsfahrer durch, um zu erfahren, unter welchen Bedingungen die Kunden bereit wären, mehr Wasser als zuvor abzunehmen. Diese Kundenwünsche stellte er in einer Liste zusammen. Die meistgenannten Punkte waren:
1. Es wäre angenehmer, kein Flaschenpfand mehr zahlen zu müssen.
2. Das Grünglas erschwert den Blick auf den Flascheninhalt.
3. Die verwendeten Kronkorken haben den Nachteil, dass man die Flaschen nur einmal öffnen kann und der Inhalt dann schal wird.

Lehnig ging auf die Wünsche ein. Er erließ den Kunden das Pfand, entfernte alle Grünglasflaschen aus seinem Sortiment und führte so genannte Patenthebelverschlüsse ein. Alsbald stellte sich zunehmender Erfolg ein – 1953 betrug der Umsatz beispielsweise bereits 500.000 D-Mark. Es dauerte aber noch bis 1955, ehe das Unternehmen mit dann 100 Lieferfahrzeugen profitabel war. Zuvor hatte Lehnig, der seine Marktlücke fortan als „Getränke-Heimdienst“ bezeichnete, noch die Vorfinanzierung der auf Kredit ausgelieferten Flaschen Probleme bereitet. Sein Konzept sah eine enge Kundenbindung ohne Abnehmdruck vor. So wurden die Flaschen zunächst kostenfrei geliefert und die Haushalte mussten beim nächsten Besuch nur jene Flaschen zahlen, die auch tatsächlich geleert worden waren.

### Erfolgreichste Jahre
Am 5. Januar 1955 pachtete Wolfgang Lehnig vom Land Hessen mit einem zehnjährigen Kontrakt zu 50.000 D-Mark jährlich langfristig die Quelle Staatlich Selters in Niederselters; 1958 kaufte er den Brunnen des Heilbades Kripp (Maria-Luisen-Quelle) in Rheinland-Pfalz und im gleichen Jahr wurde ein weiterer Pachtvertrag mit dem Land Hessen geschlossen, diesmal über die Bad Nauheimer Löwenquelle. Gleichzeitig produzierte Quellen-Lehnig unter der Hausmarke „Quick“ auch Orangen- und Zitronenlimonade, für die in 26 Werken Fruchtsaft aus eigenen Destillerien in Messina und Göttingen verarbeitet und abgefüllt wurde. Um einer wirtschaftlichen Stagnation zu begegnen, nahm man Ende des Jahres 1960 nach langer Unterbrechung auch wieder Bier in das Sortiment auf und kaufte dafür 16 Brauereien ihre Erzeugungsspitzen ab. Flaschenbier wurde allerdings auf Grund negativer Erfahrungen bei vorherigen Versuchen direkt bei Lieferung an der Haustür der jeweiligen Abnehmer abgerechnet. Anfang 1962 bot Quellen-Lehnig nach einer erneuten Angebotserweiterung neben Mineralwasser, Limonade, Bier und den Kaffeesorten „Lehnig blau“ und „Lehnig rot“ auch insgesamt 16 Sorten Spirituosen zum Einheitspreis an. Darunter waren Liköre, Branntweine, Whiskey, Sekt, Mampe Halb und Halb, französischer Burgunder- und Roséwein sowie deutscher Weißwein. Zu dieser Zeit verfügte der Konzern über 2700 Lieferfahrzeuge, bundesweit 34 Standorte und belieferte über 1,5 Millionen Haushalte im gesamten Bundesgebiet. Insbesondere in ländlichen Regionen erzielte man hohe Umsätze. Über mehrere Jahre hinweg hielt Quellen-Lehnig konstant 14 Prozent Marktanteil am bundesdeutschen Mineralwasserhandel.
| Bundesland          | Ort                              |
| ------------------- | -------------------------------- |
| Hessen              | Eschwege                         |
| Hessen              | Kassel                           |
| Hessen              | Lampertheim                      |
| Hessen              | Dorheim (Friedberg)              |
| Hessen              | Niederselters (Selters (Taunus)) |
| Rheinland-Pfalz     | Kripp (Remagen)                  |
| Rheinland-Pfalz     | Messerich                        |
| Nordrhein-Westfalen | Bad Oeynhausen                   |
| Nordrhein-Westfalen | Mönchengladbach                  |
| Nordrhein-Westfalen | Mülheim an der Ruhr              |
| Nordrhein-Westfalen | Werl                             |
| Nordrhein-Westfalen | Wuppertal                        |
| Nordrhein-Westfalen | Münster                          |
| Schleswig-Holstein  | Bad Schwartau                    |
| Schleswig-Holstein  | Flensburg                        |
| Schleswig-Holstein  | Rendsburg                        |
| Niedersachsen       | Braunschweig                     |
| Niedersachsen       | Göttingen                        |
| Niedersachsen       | Haselünne                        |
| Niedersachsen       | Hildesheim                       |
| Niedersachsen       | Uelzen                           |
| Niedersachsen       | Wilhelmshaven                    |
| Niedersachsen       | Weener                           |
| Bremen              | Bremen                           |
| Hamburg             | Hamburg                          |
| Bayern              | Buchenberg                       |
| Bayern              | Heufeld (Bruckmühl)              |
| Bayern              | Kulmbach                         |
| Bayern              | Nürnberg                         |
| Baden-Württemberg   | Elchesheim-Illingen              |
| Baden-Württemberg   | Freiburg im Breisgau             |
| Baden-Württemberg   | Langenau                         |
| Baden-Württemberg   | Ostrach                          |
| Saarland            | Homburg                          |

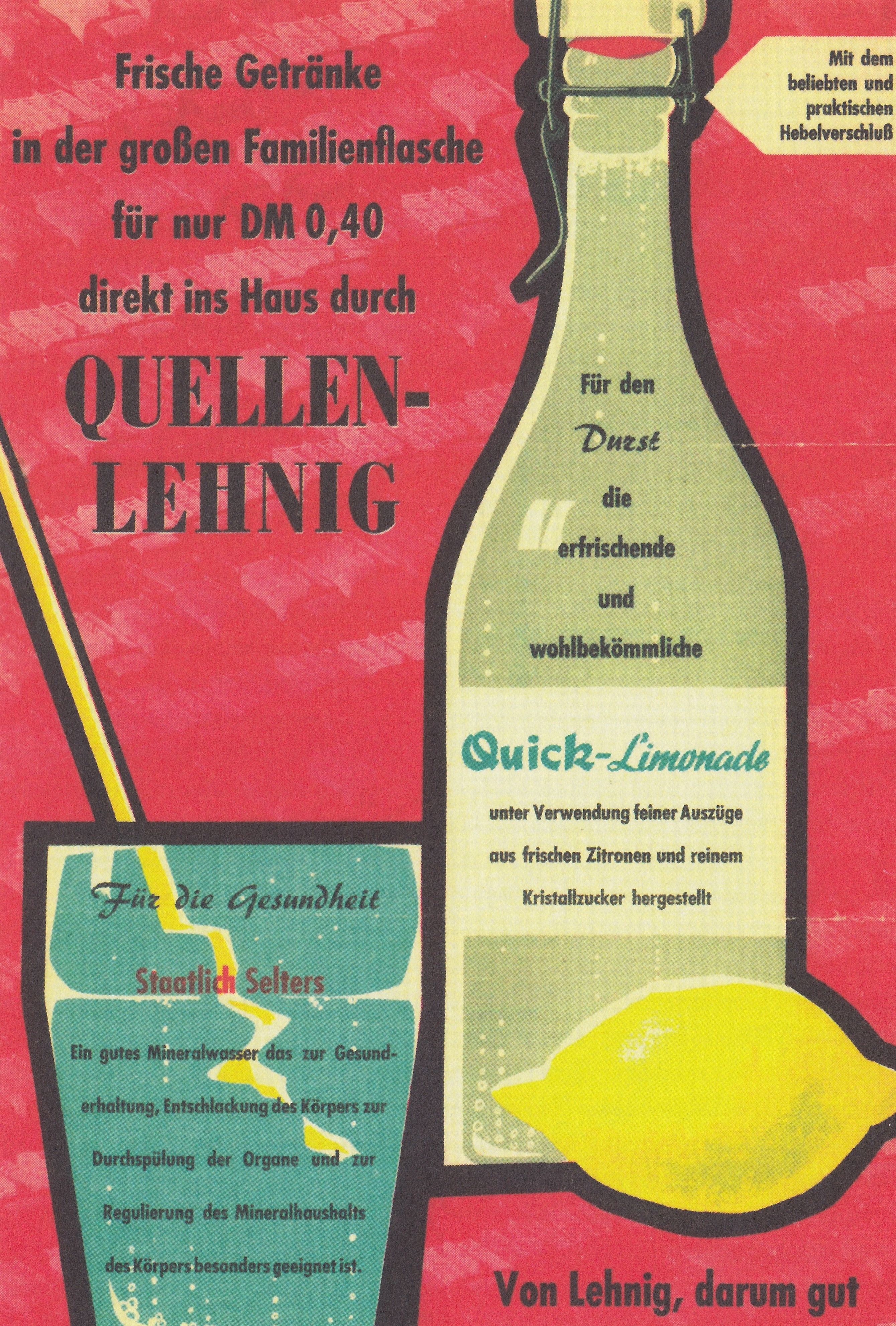
Werbeanzeige der Quellen-Lehnig AG, in der auch die Limonadenmarke „Quick“ angepriesen wird.

Zum Ende der 1960er Jahre konnte der Absatz nochmals gesteigert werden: Fast eine Million Hektoliter alkoholfreier Getränke sowie Bier, Wein Sekt und Spirituosen wurden an über zwei Millionen Verbraucher und mehr als 10.000 Hausverkaufsstellen vertrieben. Darüber hinaus waren durch Zukäufe ein Heimdienstunternehmen in Frankreich und eines in den Niederlanden sowie mit der Städtischen Brauerei Stadthagen die drittälteste Brauerei Europas erworben worden. Wolfgang Lehnig galt als äußerst sozialer und kontaktfreudiger Geschäftsführer. Er stattete den unterschiedlichen Niederlassungen zahlreiche Besuche ab und fuhr dabei stets in einem Cadillac vor.

### Vorstandswechsel und Niedergang
Zum Jahresende 1962 stiegen die Morgan Guaranty Trust Company sowie die Broker Burnham & Co. mit 56 Prozent als Mehrheitseigner in das Unternehmen ein und 1963 wurde es in eine Aktiengesellschaft überführt. Mitte der 1960er Jahre verstärkten sich ungeachtet des eigentlich florierenden Geschäfts jedoch wirtschaftliche Probleme und einige Standorte, unter anderem jener in Kripp 1963, mussten geschlossen werden.
Wolfgang Lehnig trat 1965 als Vorstandsvorsitzender zurück und zog mit seiner Ehefrau Angelika nach Lugano in die Schweiz, hielt aber noch Ende 1968 seine 44 Prozent Anteil am Unternehmen. Im Oktober 1969 übernahm die französische Großbrauerei Kronenbourg die Aktienmehrheit, um ihr eigenes Absatzgebiet in Mitteleuropa zu vergrößern. Zum 6. Mai 1970 kaufte die Quellen-Lehnig AG dem Land Hessen – per Landtagsbeschluss genehmigt – die zuvor viele Jahre gepachtete Mineralquelle Staatlich Selters für 1,95 Millionen D-Mark ab und zwischen 1972 und 1975 war der Betrieb dann noch Hauptsponsor des SC Niederhone 1910 e. V. in Eschwege, ehe es zu einem raschen wirtschaftlichen Niedergang kam. Verantwortlich gemacht werden dafür rückblickend „ein falscher struktureller Geschäftsaufbau, ein zu hoher Personalbestand, viel zu aufwendige Vertriebswege im Getränkeheimdienst und eine fehlende Kontinuität in der Geschäftsführung“.
Staatlich Selters wurde mit Wirkung zum 1. Oktober 1975 für 2,2 Millionen D-Mark an Kronenbourgs deutsche Dependance in Offenburg weiterveräußert, doch die Zahlungsunfähigkeit war nicht mehr abzuwenden. Kurz vor Weihnachten 1977 musste die Quellen-Lehnig AG massiv überschuldet Konkurs anmelden. Bis Anfang 1978 – zu diesem Zeitpunkt beliefen sich die Verbindlichkeiten auf 35 Millionen D-Mark – waren sechs von 18 Niederlassungen verkauft und der Hauptsitz in Eschwege geschlossen. Gleichzeitig stockten Kronenbourg sowie die Privatbrauerei Herrenhausen ihre Anteile an der Tochtergesellschaft Lehnig Getränke GmbH auf 98 Prozent auf. Somit war das Unternehmen faktisch aufgelöst.